# Дон Пауелл
Дон Па́уелл (англ. Dawn Powell; 28 листопада 1896 — 14 листопада 1965) — американська письменниця і драматург, автор романів та оповідань.
Особливо успішними стали її твори на початку сорокових років минулого століття. Найуспішнішою її книгою вважається роман «Час народжуватися», за яким згодом була поставлена театральна п'єса. Крім того, в різні роки кілька її творів були екранізовані в кіно. У 2010 році режисер Майкл Уорт (Michael Worth) анонсував фільм «Повернення в Сорренто» за її романом 1932 року «Вернись в Сорренто» (Come Back to Sorrento) (сценарій відомого драматурга Девіда Мемет, в головних ролях Фелісіті Хаффман і Вільям Мейсі).